# Ninni Holmqvist

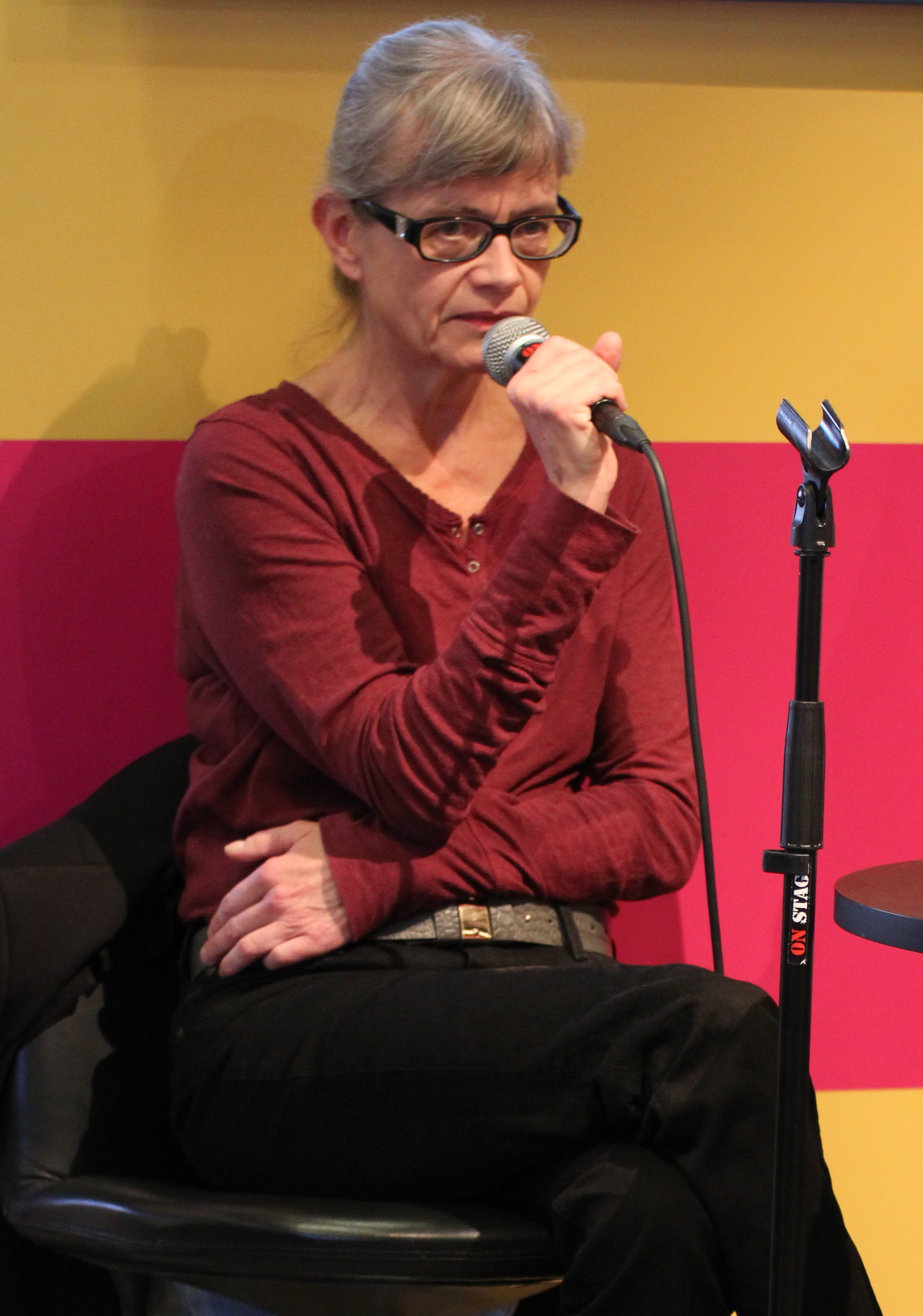
Ninni Holmqvist, Göteborg 2014

Inger Ninni Marianne Holmqvist (* 24. Juni 1958 in Lund) ist eine schwedische Schriftstellerin und Übersetzerin.

## Leben
Ninni Holmqvist wuchs im südschwedischen Malmö auf. Sie ging verschiedenen Berufen nach, bevor sie sich für das Schreiben entschied. Schreiblehrgänge besuchte sie an den Volkshochschulen in Skurup und auf der Insel Biskops-Arnö bei Håbo sowie an der Universität Göteborg. Sie lebt und arbeitet in Katslösa in der Gemeinde Skurup.

## Werk und Übersetzungen
Ihr erstes veröffentlichtes Buch war eine Sammlung von Erzählungen, die 1995 unter dem Titel Kostym in der Stockholmer Verlagsgruppe Nordstedts erschien. Ihr erster Roman, der 1999 bei Nordstedts unter dem Titel Något av bestående karaktär erschien, kam 2004 in einer deutschen Übersetzung (als Die Verführten) als Suhrkamp-Taschenbuch heraus. Ihr dystopischer Roman Enhet, der 2006 in Schweden erschien, wurde vielfach übersetzt, zum Beispiel ins Norwegische (2007 bei Damm als Enheten), Niederländische (2007 bei Anthos als De eenheid), Englische (2008 bei Other Press als The Unit), Deutsche (2008 beim Fahrenheit-Verlag und 2011 als Fischer-Taschenbuch als Die Entbehrlichen), Russische (2010 bei Rippol klassik als Биологический материал, Neuausgaben unter dem Titel Вечернее платье должно быть сексуальным) und Französische (2011 bei Éditions SW Télémaque als L’unité). Er wurde verglichen mit Karin Boyes Kallocain (1940) und George Orwells 1984 (1949).
Holmqvist wurde 2010 mit dem mit 15.000 schwedischen Kronen dotierten Ludvig Nordström-priset der Ludvig-Nordström-Gesellschaft ausgezeichnet.
Ninni Holmqvist übertrug unter anderem Werke von Jane Aaamund, Natasha Illum Berg, Sara Blædel, Kirsten Hammann, Helle Helle, Iselin C. Hermann, Christina Hesselholdt, Peter Høeg und Ida Jessen aus dem Dänischen sowie von Adam Thirlwell, Kurt Vonnegut und Xinran aus dem Englischen ins Schwedische.

### Romane
- Något av bestående karaktär. Nordstedts, Stockholm 1999, ISBN 978-91-1-300664-2.

deutsche Übersetzung: Die Verführten. Suhrkamp, Frankfurt am Main 2004, ISBN 3-518-45623-7.
- Enhet. Nordstedts, Stockholm 2006, ISBN 978-91-1-301612-2.

Erstausgabe der deutschen Übersetzung: Die Entbehrlichen. Fahrenheit, München 2008, ISBN 978-3-940813-00-8.

### Kurzgeschichtensammlungen
- Kostym. Nordstedts, Stockholm 1995, ISBN 978-91-1-942251-4.
- Biroller. Nordstedts, Stockholm 2002, ISBN 978-91-1-301039-7.